# 在ウクライナトルクメニスタン大使館
在ウクライナトルクメニスタン大使館（ウクライナ語: Посольство Туркменістану в Україні、トルクメン語: Türkmenistanyň Ukrainadaky Ilçihanasy、英語: Embassy of Turkmenistan in Ukraine）は、ウクライナの首都キーウに置かれているトルクメニスタンの大使館である。

## 歴史
1991年8月24日、ウクライナがソビエト連邦から離脱して独立し、10月27日にはトルクメニスタンがソビエト連邦から離脱して独立した。同年12月20日、トルクメニスタンはウクライナを主権国家として承認し、1992年10月10日には外交関係が樹立。1995年に大使館が開設された。

## 歴代大使
| 代 | 氏名（日本語）                                   | 氏名（トルクメン語）               | 着任   | 退任     | 備考         |
| -- | ------------------------------------------------ | ---------------------------------- | ------ | -------- | ------------ |
| 1  | ネルディルマメト・アロフ                         | Nedirmämmet Alowow                 | 1995年 | 1999年   |              |
| 2  | アマンゲルディ・エベゾビッチ・バイラモフ         | Amangeldi Öwezowiç Baýramow        | 1999年 | 2007年   |              |
| 3  | アルスラン・ネペソフ                             | Arslan Nepesow                     | 2007年 | 2008年   |              |
|    | セルダル・サハトビッチ・ムラドフ                 |                                    | 2008年 | 2010年   | 臨時代理大使 |
| 4  | ヌルベルディ・アマンムラドビッチ・アマンムラドフ | Nurberdi Amanmyradowiç Amanmyradow | 2010年 | 2018年   |              |
|    | カカジャン・サパラリエフ                         |                                    | 2018年 | 2020年   | 臨時代理大使 |
| 5  | トイル・アマンムハメドビッチ・アタイェフ         | Toýly Amanmuhamedowiç Ataýew       | 2020年 | （現職） | [ 5 ]        |